# تپه عباسیه
تپه عباسیه مربوط به سده‌های اولیه، میانه و متاخر دوران‌های تاریخی پس از اسلام است و در شهرستان ملایر، بخش مرکزی، دهستان موزاران، ۸۵۰ متری روستای عباسیه واقع شده و این اثر در تاریخ ۱۵ دی ۱۳۸۷ با شمارهٔ ثبت ۲۴۳۳۱ به‌عنوان یکی از آثار ملی ایران به ثبت رسیده است.